# Cool James & Black Teacher
Cool James & Black Teacher lub Cool James and Black Teacher – szwedzka nieistniejąca grupa muzyczna w skład której wchodzili Tanzańczyk Cool James (James Dandu Maligisa) i Black Teacher (Nsundi Masena).
James Dandu Maligisa (Cool James), zginął w wypadku samochodowym w rodzinnym kraju Tanzanii 27 sierpnia 2002 roku.

## Dyskografia

### Albumy studyjne
| Rok  | Album                                                                                      |
| ---- | ------------------------------------------------------------------------------------------ |
| 1992 | Undercover Lovers - Data wydania: 1992 - Wytwórnia: Stockholm Records                      |
| 1994 | Zooming You - Data wydania: 1994, 1995 - Wytwórnia: Stockholm Records, Lion Records Poland |

### Single
| 1992 | "You Make Me Feel"        | – |
| 1993 | "Undercover Lover"        | – |
| 1993 | "Thank You, Thank You"    | – |
| 1993 | "Let's Stay Together"     | – |
| 1994 | "Dr. Feelgood"            | 2 |
| 1994 | "Godfather"               | 5 |
| 1994 | "The Rhythm of the Tribe" | 7 |
| 1995 | "Zooming You"             | – |
| 1995 | "Comala Wessa"            | – |
| 1998 | "Free"                    | – |